# Puerto Inca (provincie)
Puerto Inca is een provincie in de regio Huánuco in Peru. De provincie heeft een oppervlakte van 9.914 km² en telt 31.429 inwoners (2015). De hoofdplaats van de provincie is het district Puerto Inca.

## Bestuurlijke indeling
De provincie Puerto Inca is verdeeld in vijf districten, UBIGEO tussen haakjes:
- (100902) Codo del Pozuzo
- (100903) Honoria
- (100901) Puerto Inca, hoofdplaats van de provincie
- (100904) Tournavista
- (100905) Yuyapichis

Ambo · Dos de Mayo · Huacaybamba · Huamalíes · Huánuco · Lauricocha · Leoncio Prado · Marañón · Pachitea · Puerto Inca · Yarowilca